# اندیس جنوب شرق انجیره
جنوب شرق انجیره یک اندیس غیرفلزی است که در حوالی شهر کبیرکوه استان ایلام قرار دارد و مادهٔ معدنی موجود در آن، نمک است.  